# Roger Q. Mills
Roger Q. Mills (Todd megye, 1832. március 30. – Corsicana, 1911. szeptember 2.) az Amerikai Egyesült Államok szenátora (Texas, 1892–1899). Az amerikai polgárháború alatt tisztként szolgált a Konföderációs Államok hadseregében. Később az Amerikai Egyesült Államok Kongresszusának tagja lett, előbb képviselőként majd szenátorként.

## Élete
A Kentucky állambeli Todd megyében született, ahonnan 1849-ben kiöltözött Texasba. A jogi szakvizsgájának megszerzése után 20 éves korában kezdett jogászként dolgozni a texasi Corsicanában. 1859–1860-ig a texasi képviselőház tagja volt. Szolgált az amerikai polgárháborúban.
1873–1892 között Demokrata Párt választott képviselőjeként vett részt az Egyesült Államok Képviselőházának munkájában. 1991-ben a demokrata párti jelölőgyűlésen esélye volt az Amerikai Egyesült Államok Kongresszusának képviselőházi elnöki címére, de vereséget szenvedett demokrata ellenfelétől.